# Molophilus sackenianus
Molophilus sackenianus är en tvåvingeart som beskrevs av Alexander 1926. Molophilus sackenianus ingår i släktet Molophilus och familjen småharkrankar. Inga underarter finns listade i Catalogue of Life.